# Delphine Saubaber
Pour les articles homonymes, voir Saubaber.
Delphine Saubaber est une journaliste et romancière française née en 1977 à Agen.

## Biographie
Delphine Saubaber naît à Agen en 1977.

### Formation
Elle est diplômée de l'Institut d'études politiques de Paris et du Centre de formation des journalistes.

### Carrière
Elle effectue son premier stage à l'agence Sud Ouest d'Agen. Après un passage au service société du Monde, elle rejoint le service société puis étranger de L'Express en tant que grand reporter,.
Elle est lauréate du prix Albert-Londres de la presse écrite 2010, pour plusieurs articles parus dans l’Express, sur l'ouverture des archives de la police politique (la Securitate) en Roumanie, un portrait de Radovan Karadzic, une chasse à l'homme en Calabre et le combat d'une mère contre la mafia italienne.
Après L’Express, elle prête sa plume à une vingtaine d’ouvrages en tant que ghostwriter pour nombre de maisons d’édition (Fayard, Plon, l’Iconoclaste, HarperCollins…)
En 2022, elle publie un premier roman, La fille de la grêle aux éditions Lattès,, finaliste du Prix Emmanuel-Roblès, Prix des lecteurs de Bois d’Arcy, Prix Lectures Plurielles- Zonta Olympe de Gouges. 
Elle anime depuis quelques années des ateliers d’écriture pour adultes et pour enfants dans le Sud-Ouest,. Elle s’est engagée, avec l’actrice et écrivaine Isabelle Carré, auprès de la jeunesse et des questions de transmission. Elles défendent notamment une plus grande valorisation de l’écriture des enfants, happés par les écrans et assistés, demain, par l’intelligence artificielle,,,,. 

## Ouvrages
- Avec Henri Haget, Vies de mafia, Paris, Stock, coll. « Stock document », 2011 (réimpr. 2013), 258 p. (ISBN 978-2-234-06458-4, OCLC 758613712, BNF 42401856)[16]
- Avec Christelle Rotach, Directrice de prison : Terrorisme, surpopulation, suicides... Tout ce qu'on ne peut pas dire, Paris, Plon, 2019, 224 p. (ISBN 978-2-259-27800-3)
- Avec Olivier Garance Ma cabane, une échappée sauvage, L’Iconoclaste, 2019[17]
- Avec Christophe Boulmé, Michael, HarperCollins, 2019
- Avec Bilal Hassani, Singulier, Plon, 2019
- Avec Céline Cousteau, Le monde après mon grand-père, Fayard, 2020
- Avec Myriam et Pierre Cabon, Un éclat dans le noir, Du Bataclan à la conquête du monde, Fayard, 2021
- La fille de la grêle, édition JC Lattès, 2022
- Avec Edouard Durand, Défendre les enfants, la mission d’un juge, Le Seuil, 2022
- Avec Sébastien Montaut, Chroniques d’outre-tombe, Fayard, 2023
- Avec Paul El Kharrat, Bienvenue dans mon monde : moi, Paul, autiste Asperger, HarperCollins, 2023

## Prix
- Prix Albert-Londres de la presse écrite 2010